# Zaitunia halepensis
Espèce
Zaitunia halepensis est une espèce d'araignées aranéomorphes de la famille des Filistatidae.

## Distribution
Cette espèce est endémique de Syrie. Elle se rencontre vers Alep.

## Description
La femelle holotype mesure 3,22 mm.

## Étymologie
Son nom d'espèce, composé de halep et du suffixe latin -ensis, « qui vit dans, qui habite », lui a été donné en référence au lieu de sa découverte, Alep.

## Publication originale
- Zonstein & Marusik, 2016 : A revision of the spider genus Zaitunia (Araneae, Filistatidae). European Journal of Taxonomy, vol. 214, p. 1-97 (texte intégral).